# Chelonomorpha kansuana
Chelonomorpha kansuana là một loài bướm đêm trong họ Noctuidae.